# کبوتر شاهی سفید
کبوتر شاهی سفید (نام علمی: Ducula luctuosa)، که همچنین به عنوان کبوتر شاهی نقره‌ای نیز شناخته می‌شود، یک گونه نسبتاً بزرگ از پرندگان از خانواده کبوتران است. این گونه بومی جنگل، بیشه و حرا در سولاوسی و جزایر کوچکتر مجاور است.